# 彼列科普区
彼列科普区（烏克蘭語：Перекопський район）是乌克兰在克里米亚自治共和国成立的区份，行政中心为亚内卡普。
此区成立于2023年9月7日，其区域包括亞美尼亞斯克市拉达、克拉斯諾彼列科普斯克市拉达、原克拉斯诺彼列科普斯克区（彼列科普区）和原罗兹多利内区。但由于乌克兰并未实际控制克里米亚，故事实上此区并未真正运作。

## 聚居地及下属拉达
该区境内共有84个聚居地：两个城市、两个市级镇和80个村庄。在行政管理上该区有27个拉达（或称议会）：两个市拉达、两个镇拉达和23个村达拉。